# Marich Man Singh Shrestha
Marich Man Singh Shrestha (मरिचमान सिँह श्रेष्ठ - Maricamāna Siṁha Śreṣṭha; Distretto di Salyan, 1º gennaio 1942 – Katmandu, 15 agosto 2013) è stato un politico nepalese, Primo ministro del Nepal dal 1986 al 1990.
È stato il primo capo del governo nepalese di etnia Nevāra. È stato rimosso dal re Birendra durante le manifestazioni popolari per il ripristino della democrazia multipartitica (Jana Andolan).